# Smithville (Oklahoma)
Smithville é uma cidade  localizada no estado norte-americano de Oklahoma, no Condado de McCurtain.

## Demografia
Segundo o censo norte-americano de 2000, a sua população era de 123 habitantes.

## Geografia
De acordo com o United States Census Bureau tem uma área de
2,9 km², dos quais 2,9 km² cobertos por terra e 0,0 km² cobertos por água. Smithville localiza-se a aproximadamente 212 m acima do nível do mar.

## Localidades na vizinhança
O diagrama seguinte representa as localidades num raio de 36 km ao redor de Smithville.